# Haim Eshed
Haim Eshed cũng được phiên âm theo cách khác là Chaim Eshed (tiếng Hebrew: חיים אשד; sinh năm 1933) là giáo sư thỉnh giảng ngành hàng không và du hành vũ trụ tại các viện nghiên cứu công nghệ không gian khác nhau. Là thiếu tướng về hưu trong ngành Tình báo Quân sự Israel, Eshed từng là giám đốc chương trình không gian của Bộ Quốc phòng Israel trong gần 30 năm, nguyên là chủ tịch Ủy ban Không gian của Hội đồng Nghiên cứu và Phát triển Quốc gia của Bộ Khoa học, Công nghệ và Vũ trụ và một thành viên của ban chỉ đạo Cơ quan Vũ trụ Israel. Eshed chịu trách nhiệm phóng 20 vệ tinh do Israel sản xuất, và ông được coi là cha đẻ của chương trình không gian của Israel.
Năm 1967, Eshed được trao tặng Bằng khen Tham mưu trưởng, huân chương phi chiến đấu cao nhất do IDF trao tặng. Trong suốt sự nghiệp của mình, ông cũng đã ba lần nhận được Giải thưởng Quốc phòng Israel - vinh dự quốc phòng dân sự cao nhất của Nhà nước Israel - nhưng lý do vẫn được giữ bí mật.
Eshed phục vụ tại Đơn vị 81 cực kỳ bí mật, đơn vị cung cấp các giải pháp công nghệ cho Tổng cục Tình báo Quân sự của IDF.
Năm 2020, Eshed trở nên nổi tiếng vì đã giúp thúc đẩy thuyết âm mưu UFO cho rằng các chính phủ trên thế giới đang bí mật làm việc với người ngoài hành tinh.

## Sự nghiệp
Eshed có bằng cử nhân kỹ thuật điện tử của Technion – Viện Công nghệ Israel, cũng như bằng thạc sĩ và tiến sĩ về kỹ thuật hàng không.
Năm 1979, trên cương vị là đại tá trong Tổng cục Tình báo Quân sự của Israel, Eshed đề xuất gầy dựng năng lực vệ tinh độc lập để thu thập thông tin tình báo từ Sinai sau khi quân đội Ai Cập rút lui.
Ông là giám đốc không gian trong vụ phóng vệ tinh do thám Ofek-7 năm 2007, mà ông nói sẽ giúp giải quyết "vấn đề Iran".
Khi nghỉ hưu vào năm 2011, ông được truyền thông Israel mô tả là cha đẻ của chương trình năng lực không gian của Israel.

## Tuyên bố về người ngoài hành tinh
Tháng 12 năm 2020, Eshed tuyên bố trong một cuộc phỏng vấn với tờ báo quốc gia Israel Yediot Aharonot rằng chính phủ Mỹ từng liên hệ với người ngoài hành tinh trong nhiều năm và đã ký các thỏa thuận bí mật với "Liên đoàn Thiên hà" nhằm thực hiện các thí nghiệm trên Trái Đất và còn có cả một căn cứ chung dưới lòng đất trên Sao Hỏa, nơi mà họ hợp tác với phi hành gia Mỹ. Ông cũng cho biết Tổng thống Mỹ Donald Trump đã biết rõ chuyện này và "sắp sửa" thông báo cho mọi người về sự tồn tại của họ, nhưng liền bị "Liên đoàn Thiên hà" cản trở, do họ muốn ngăn chặn hội chứng cuồng loạn tập thể của nhân loại.

Cuộc phỏng vấn, bằng tiếng Hebrew, đã thu hút được sự chú ý sau khi các phần được tờ The Jerusalem Post xuất bản bằng tiếng Anh. Nhà điều tra UFO Nick Pope nói với NBC News rằng cộng đồng UFO học muốn biết liệu câu chuyện của Eshed là thông tin sơ cấp (trực tiếp từ kinh nghiệm cá nhân) hay thứ cấp (nghe người khác kể lại): 
"Hoặc đây là một trò đùa nào đó hoặc chiêu trò quảng cáo nhằm giúp bán cuốn sách của ông ấy, có thể do bản dịch đã bị thất lạc nội dung nào đó hoặc ai đó biết rõ mọi chuyện đang không tuân lệnh".
Cuốn sách The Universe Beyond the Horizon: Conversations with Professor Haim Eshed do tác giả Hagar Yanai chấp bút, xuất bản vào tháng 11 năm 2020. Trong cuốn sách, Eshed đưa ra những tuyên bố khó tin bao gồm những câu chuyện về cách người ngoài hành tinh ngăn chặn các thảm họa hạt nhân tiềm ẩn, bao gồm cả sự cố hạt nhân không xác định trong quá trình diễn ra Sự kiện Vịnh Con Lợn.
Isaac Ben-Israel, chủ tịch hiện tại của Cơ quan Vũ trụ Israel, đã nhận xét với tờ The Times of Israel rằng mặc dù Eshed là cha đẻ năng lực không gian của Israel, nhưng ông đã đi "quá xa" với những tuyên bố của mình và không chắc rằng khả năng xảy ra cuộc chạm trán giữa nhân loại với người ngoài hành tinh. Ông còn nói thêm rằng trong suốt nhiều thập kỷ, Eshed đã tưởng tượng ra những cách giải thích độc đáo về các tín hiệu không gian rời rạc mà hầu hết mọi người cho là có nguồn gốc tự nhiên. Trả lời các câu hỏi của đài NBC News, một phát ngôn viên của NASA đã tái khẳng định rằng "chúng tôi vẫn chưa tìm thấy dấu hiệu của sự sống ngoài Trái Đất".